# Dana Martanová
Dana Martanová es una deportista checoslovaca que compitió en piragüismo en la modalidad de eslalon. Ganó tres medallas en el Campeonato Mundial de Piragüismo en Eslalon, en los años 1953 y 1955.

## Palmarés internacional
| Campeonato Mundial | Campeonato Mundial | Campeonato Mundial | Campeonato Mundial |
| Año                | Lugar              | Medalla            | Competición        |
| ------------------ | ------------------ | ------------------ | ------------------ |
| 1953               | Merano (Italia)    | Medalla de oro     | F1 por equipos     |
| 1953               | Merano (Italia)    | Medalla de bronce  | F1 individual      |
| 1955               | Tacen (Yugoslavia) | Medalla de oro     | C2 mixto           |